# Sofainetos van Stymphalos
Sofainetos van Stymfalos was een oud-Griekse generaal die het bevel had over een deel van de tienduizend Griekse huurlingen die gebruikt werden door Cyrus de Jongere om zijn broer Artaxerxes II van de Perzische troon te stoten. Mogelijk was Sofainetos dezelfde persoon als ene Agias. Als dit het geval was, werd Sofainetos na de dood van Cyrus in de Slag bij Cunaxa samen met de andere generaals van het Griekse leger vermoord. Volgens de Anabasis van Xenophon werd Sofainetos niet gedood en bleef een van de generaals van de Tienduizend. Na een ruzie met Xenophon, een van de belangrijkste generaals van het leger, keerde hij met schepen en de zieken in het leger terug naar Griekenland.